# Sabine Lancelin
Pour les articles homonymes, voir Lancelin (homonymie).
Sabine Lancelin est une directrice de la photographie, née en 1959 à Kinshasa, en République démocratique du Congo.

## Biographie
Sabine Lancelin a signé la photographie de plusieurs films de Manoel de Oliveira, Chantal Akerman, dont La Captive, ou encore de Michel Piccoli (La Plage noire).
Elle a aussi collaboré avec Éric Rohmer (L'Ami de mon amie), Pierre Schoendoerffer (Diên Biên Phu), Raoul Ruiz (Le Temps retrouvé), Philippe Grandrieux (Sombre), Alain Guiraudie (Le Roi de l’évasion), Laurent Achard (Dernière Séance), Marie-France Pisier, Jacques Malaterre et Josiane Balasko.
Depuis 2017, elle dirige le département image de la Fémis aux côtés de Bruno Delbonnel et Mathieu Giombini.

## Filmographie

### Longs métrages
- 1996 : 7 en attente de Françoise Etchegaray
- 1996 : Bésame mucho de Philippe Toledano
- 1997 : Nave de los sueños de Ciro Durán
- 1999 : Sombre de Philippe Grandrieux
- 2000 : La Captive de Chantal Akerman
- 2001 : Je rentre à la maison de Manoel de Oliveira
- 2001 : La Plage noire de Michel Piccoli
- 2002 : Comme un avion de Marie-France Pisier
- 2002 : A Falha de Joao Mario Grilo (en)
- 2004 : Demain on déménage de Chantal Akerman
- 2005 : L’Œil de l’autre de John Lvoff
- 2005 : Le Cinquième Empire de Manoel de Oliveira
- 2006 : Belhorizon d'Inès Rabadán
- 2006 : C'est pas tout à fait la vie dont j'avais rêvé de Michel Piccoli
- 2006 : Agua de Veronica Chen
- 2007 : Belle toujours de Manoel de Oliveira
- 2008 : Christophe Colomb, l'énigme de Manoel de Oliveira
- 2009 : Hé ! N’oublie pas le cumin, Hala Alabdalla[2]
- 2009 : Le Roi de l’évasion d'Alain Guiraudie
- 2009 : Singularités d'une jeune fille blonde de Manoel de Oliveira
- 2010 : Ao – Le Dernier Néandertal de Jacques Malaterre
- 2011 : L'Étrange Affaire Angélica de Manoel de Oliveira – Un certain regard – Festival de Cannes 2010
- 2011 : Dernière Séance de Laurent Achard
- 2013 : De l'usage du sextoy en temps de crise d'Éric Pittard
- 2013 : Comme si nous attrapions un cobra de Hala Alabdalla
- 2013 : Demi-sœur de Josiane Balasko
- 2014 : Lombraz Kann de David Constantin
- 2016 : Jours de France de Jérôme Reybaud
- 2017 : Pris de court d'Emmanuelle Cuau
- 2017 : Our Madness de João Viana
- 2018 : Made in Bangladesh de Rubaiyat Hossain
- 2021 : Safe Only de Diogo Costa Amarante

### Longs métrages au cadre
- 1987 : Riviera, John Frankenheimer – Directeur de la photographie : Bernard Lutic
- 1987 : L'Ami de mon amie d'Éric Rohmer – Directeur de la photographie : Bernard Lutic
- 1987 : Poussière d'ange de Édouard Niermans – Directeur de la photographie : Bernard Lutic
- 1988 : Prisonnières de Charlotte Silvera – Directeur de la photographie : Bernard Lutic
- 1989 : Comédie d'été de Daniel Vigne – Directeur de la photographie : André Neau
- 1990 : La Baule-les-Pins de Diane Kurys – Directeur de la photographie : Bernard Lutic
- 1994 : Dien Bien Phu de Pierre Schoendoerffer – Directeur de la photographie : Bernard Lutic
- 1994 : Time is Money, Paolo Barzman – Directeur de la photographie : Bernard Lutic
- 1994 : Les Faussaires, de Frédéric Blum – Directeur de la photographie : Bernard Lutic
- 1999 : Le Temps retrouvé de Raoul Ruiz – Directeur de la photographie : Ricardo Aronovich

### Téléfilms
- 2002 : Libre circulation de Jean-Marc Moutout
- 2002 : L'Instit Carnet de voyage – Guyane de Gérard Klein
- 2003 : Pas sages de Lorraine Groleau
- 2007 : Nos familles de Siegrid Alnoy
- 2007 : Enfin seul(s) de Bruno Herbulot
- 2009 : L’Assassinat d’Henri IV de Jacques Malaterre
- 2009 : L’Évasion de Louis XVI de Arnaud Sélignac
- 2011 : Carmen de Jacques Malaterre
- 2013 : Miroir mon amour de Siegrid Alnoy
- 2014 : Monsieur Max et la rumeur de Jacques Malaterre
- 2016 : La Loi de Christophe de Jacques Malaterre
- 2017 : Une chance sur six de Jacques Malaterre

### Documentaires
- 1989 : Le Mouvement des femmes
- 1996 : Tibet, Connaissance du monde de Raymond Renaud
- 1998 : Philippe Garrel – Cinéaste de notre temps de Françoise Etchegaray
- 1999 : Va – In Memoriam Casanova de Manuela Morgaine
- 2002 : Deir-el-Meidineh de Jérôme Prieur
- 2003 : À l’ouest – On the Wild Side de Manuela Morgaine
- 2003 : Avec Sonia Atherton de Chantal Akerman
- 2004 : Le Réveil d’Apollon de Jérôme Prieur
- 2005 : Pasteur de Jérôme Prieur
- 2005 : Vercingétorix, le héros national de Jérôme Prieur
- 2006 : René Char – Nom de guerre Alexandre de Jérôme Prieur
- 2007 :  Video de Stan Douglas[3],[4]
- 2007 : Un monde intermédiaire de Jérôme Prieur
- 2009 : Sur le sentier recouvert de Chantal Akerman
- 2009 : Espèces d’espèces de Denis Van Waerebeke
- 2011 : Berlin 1885 – La Ruée sur l’Afrique de Joël Calmettes
- 2017 : Les Oubliés de l'histoire de Jacques Malaterre
- 2017 : La bande des Français d'Aurélie Charon et Amélie Bonnin

## Nomination
- Asociación de Cronistas Cinematográficos de la Argentina : nomination pour la meilleure photographie pour Agua en 2006.